# Takeshi Honda
Takeshi Honda (Japans: 本田 武史, Honda Takeshi) (Kōriyama, 23 maart 1981) is een (niet meer actieve) Japanse kunstschaatser.
Vanaf 1996 nam Takeshi Honda deel aan internationale kunstrijdwedstrijden. Hij trainde internationaal onder de hoede van Galina Zmievskaja in de Verenigde Staten en vanaf 2002 van Doug Leigh en Michelle Leigh in Canada.
Honda werd zes keer kampioen van Japan (mannen solo) en hij was ook de tweede Japanner die na Minoru Sano (brons in 1977) op het wereldkampioenschap bij de mannen solo een medaille veroverde, brons op het WK van 2002, een prestatie die hij in 2003 herhaalde. Aan dit kampioenschap nam hij zes keer deel en vijf keer kwam hij in de top tien, de zesde keer moest hij zich wegens een blessure terugtrekken. Honda nam in 1998 en 2002 deel aan de Olympische Spelen, hier eindigde hij op de 15e en 4e plaats. Honda nam ook vijf keer deel aan het Vier Continenten Kampioenschap Kunstrijden, hier was hij de eerste winnaar bij de mannen. Met zijn laatste optreden op dit kampioenschap in 2003 werd hij weer eerste.

## Persoonlijke records
| records     | punten | datum      | toernooi     |
| ----------- | ------ | ---------- | ------------ |
| Totaalscore | 207.78 | 01-11-2003 | Skate Canada |
| Korte kür   | 77.54  | 30-10-2003 | Skate Canada |
| Lange kür   | 136.62 | 24-10-2003 | Skate Amrica |

## Belangrijke resultaten
| Kampioenschap                 | 1996   | 1997 | 1998 | 1999 | 2000 | 2001   | 2002   | 2003  | 2004  | 2005 | 2006 |
| ----------------------------- | ------ | ---- | ---- | ---- | ---- | ------ | ------ | ----- | ----- | ---- | ---- |
| Olympische Spelen             |        |      | 15e  |      |      |        | 4e     |       |       |      |      |
| Wereldkampioenschap           |        |      |      | 6e   | 10e  | 5e     | Brons  | Brons | tzt * |      |      |
| Viercontinentenkampioenschap  |        |      |      | Goud | 5e   | Zilver | Zilver | Goud  |       |      |      |
| WK Junioren                   | Zilver |      |      |      |      |        |        |       |       |      |      |
| Japans Kampioenschap          | Goud   | Goud |      |      | Goud | Goud   |        | Goud  |       | Goud | 5e   |
| Japans Kampioenschap junioren | Goud   |      |      |      |      |        |        |       |       |      |      |

(* tzt = trok zich terug wegens een blessure)